# نوكتوراما (مسرحية)
نوكتوراما (مسرحية) هي مسرحية للكاتب المسرحي الأمريكي آني بيكر،الحائز على جائزة بوليتزر للدراما لعام 2014. إنها واحده من مسرحياتها الأربع التي تدور أحداثها في مدينة شيرلي الخياليه في ولاية فيرمونت. طورت المسرحية في مختبر سوهو ريب الإنتاجي وتم تنظيمها في مشروع كيب كود المسرحي عام 2008. 

## الحبكة
تدور أحداث المسرحيه في شيرلي بولاية فيرمونت في عام 2007. يأتي سكاجز البالغ من العمر ستة وعشرين عامًا للإقامة مع والدته المطلقة جودي، بعد تعرضه لانهيار عصبي نتيجه للانفصال.
تعيش جودي مع صديقها غاري، الذي يعاني من زيادة الوزن ومدمن على ألعاب الفيديو، واحدة على وجه الخصوص تسمى نوكتوراما. اثناء إقامته، يزور سكاجز منزل/متحف شاعر محلي من القرن التاسع عشر والذي أقدم على الانتحار. تعتني في المتحف أماندا، وهي أمريكيه من أصل أفريقي ومهووسة بالشاعر ومنزلها. يدعو سكاجز أماندا لتناول العشاء في إحدى الليالي، مما يكشف عن طبيعة سكاجز المليئة بالحيوية والبنيه الضغيفة لعلاقته بجودي وغار.

## الأصل
قال بيكر عن المسرحية، " لقد كتبتها خلال فترة من الكراهية الذاتية والاكتئاب، كنت مهتما كيف، حتى لو كنت شخصا مصابا بالاكتئاب حسن النية، لا يزال بإمكانك حقا إفساد حياه كل من حولك فقط من خلال الأشياء التي يشعر بها الاكتئاب يمكن أن تجعلك تقول. كنت مهتما أيضا بما تعنيه عندما نقول "مكتئب" كنت مهتما أيضا بالطريقة التي يتحدث بها الأشخاص البيض الذين يبدون ليبراليين عن السود عن السود عندما  لا يكونون في الجوار.
المسرحية لم يتم انتاجها بعد. بيكر رفض مجموعة من الانتاجات لان نوکتوراما يجب أن تقع أحداثها في المكان والوقت المناسبين. ورشة عمل مشروع مسرح كيب كود 2008 ( فالماوث، ماساتشوستس ) الذي تم انتاجها من قبل هال بروکس وشارك بها كل من مايكل تشيرنوس و كوينسي تایلر بيرنستين و جاي بويد. تمت قراءة نوکتوراما في 10 مايو من عام 2010 في نادي مانهاتن المسرحي حيث تم اخراجها من قبل سام جولد.

## روابط خارجية
- Excerpt from the play at VICE